# Patrick Aparicio
Patrick Aparicio, född 13 oktober 1975 i Rolling Hills Estates, USA är en amerikansk volleybollspelare och -tränare. Han har varit spelat för Falkenbergs VBK samt varit tränare för Falkenbergs VBK (2010–2018) och Engelholms VS (2018–).